# Andrzej Tęczyński (zm. 1461)
Andrzej Tęczyński herbu Topór (ur. 1412 lub 1413, zm. 16 lipca 1461 w Krakowie) – polski szlachcic, uczestnik konfederacji Spytka z Melsztyna, dowódca z okresu wojny trzynastoletniej, protoplasta rodu Rabsztyńskich, zamordowany przez mieszczan krakowskich.  

## Życiorys
Andrzej Tęczyński był synem podstolego krakowskiego, Andrzeja Tęczyńskiego herbu Topór (zm. przed 1414), kasztelana wojnickiego, wnuk Jana Tęczyńskiego, kasztelana krakowskiego i kasztelana wojnickiego i Dymitra z Goraja, podskarbiego i marszałka koronnego. Jego matką była Anna z Goraja. Do rodzeństwa Andrzeja należeli Jan Tęczyński (zm. 1470), kasztelan biecki, wojnicki i krakowski, wojewoda krakowski i sandomierski; Nawój Tęczyński; Anna Tęczyńska, późniejsza żona Zbigniewa z Brzezia i Wodzisławia herbu Zadora (zm. 1425), marszałka dworu królewskiego.
Poślubił Jadwigę z Książa, Melsztyna i Rabsztyna, córkę Jana z Melsztyna i Rabsztyna (1399–1429), właściciela dóbr Rabsztyn. Stał się protoplastą rodu Rabsztyńskich herbu Topór. Jego syn Jan Rabsztyński, pełnił obowiązki kasztelana zawichojskiego i wiślickiego. Córka Anna Rabsztyńska, wyszła za mąż za Pawła ze Szczekocin, starostę olsztyńskiego.
Był przeciwnikiem polityki biskupa Zbigniewa Oleśnickiego i uczestnikiem konfederacji Spytka z Melsztyna W czasie wojny trzynastoletniej był jednym z dowódców wojsk polskich. Doprowadził do wykupu Malborka z rąk zaciężnych wojsk krzyżackich. Był starostą kraśnickim, od 1441 starostą rabsztyńskim, od 1455 chełmskim. 
Został zamordowany 16 lipca 1461 r. przez tłum mieszczan krakowskich w odwecie za pobicie płatnerza. Zdarzenie to przedstawia Pieśń o zabiciu Andrzeja Tęczyńskiego (anonimowa, powstała po 1462 r., wyd. 1824).

## Morderstwo i jego następstwa
16 lipca 1461 Andrzej Tęczyński zgłosił się do krakowskiego płatnerza Klemensa po odbiór zbroi, której renowację mu zlecił. Nie był zadowolony z wykonanej przez rzemieślnika pracy, więc zdecydował się zapłacić mu dużo mniej, niż umówione 2 złote (według jednych źródeł zapłacił 18 groszy, według innych – 10; 1 złoty równał się wówczas około 30 groszom). Płatnerz zaprotestował, za co został spoliczkowany przez Andrzeja w swoim domu. Starosta udał się następnie na ratusz i złożył skargę na rzemieślnika. Posłano po Klemensa, w tym czasie Tęczyński wyszedł z ratusza i na ulicy spotkał aresztowanego płatnerza. Według Długosza rzemieślnik miał wtedy krzyknąć do szlachcica: Panie pobiłeś mnie i dałeś mi policzek sromotnie w mym własnym domu, ale nie będziesz już mnie więcej bił.. Tęczyński, słysząc te słowa, zaatakował go ponownie. Obrażenia były na tyle dotkliwe, że mieszczanina odniesiono do domu. Świadkami tego zdarzenia byli rajcowie Mikołaj Kridlar i Walter Kesling. Wieść o zdarzeniu szybko rozprzestrzeniła się po Krakowie.
Rajcy miejscy, próbując zapobiec zamieszkom, zamknęli bramy miasta i udali się na skargę do królowej Elżbiety Rakuszanki. Ta nakazała spokój i zagroziła karą 80 000 grzywien temu, kto naruszyłby jej nakaz. Skargę rozstrzygnąć miał po powrocie król Kazimierz Jagiellończyk, który przebywał wtedy poza miastem ze względu na trwającą wojnę trzynastoletnią. Jednak w mieście panowały niepokoje społeczne, tłum wyległ na ulicę. Andrzej Tęczyński zabarykadował się we własnym domu na ulicy Brackiej. Doszedł jednak do wniosku, że nie jest to najlepsze schronienie, dlatego postanowił udać się wraz z synem Janem Tęczyńskim oraz kilkoma przyjaciółmi do kościoła franciszkanów. Tam został zabity, a jego zwłoki wywleczono na ulicę i zbezczeszczono – osmalono mu brodę i wąsy, zaciągnięto rynsztokiem na ratusz i pozostawiono tam na trzy dni.
Płatnerz Klemens zdołał uciec z Krakowa do Wrocławia (skąd został wyproszony przez radę miejską, ostatecznie osiadł w Żaganiu). Uciekł także rajca miejski Mikołaj Kridlar, który schronił się na zamku w Melsztynie. Kazimierz Jagiellończyk dowiedział się o zamieszkach już 20 sierpnia, kiedy przebywał na Pomorzu. W obozie króla wybuchł bunt szlachty, która chciała natychmiast wracać do Krakowa, aby zemścić się na mieszczaństwie. Król uspokoił szlachtę zapowiadając sprawiedliwy sąd po powrocie.
7 grudnia 1461 roku rozpoczęła się rozprawa (w obecności króla, wojewodów i kasztelanów), sędzią był Piotr z Weszmutowa. Oskarżono mieszczaństwo i pospólstwo Krakowa, a także rajców miejskich. W imieniu oskarżonych występował szlachcic Jan Oraczowski herbu Śreniawa. Oskarżycielami byli natomiast: brat Andrzeja Jan Tęczyński (domagał się zapłacenia przez miasto orzeczoną przez królową karę 80 000 grzywien), a także syn zabitego Jan Rabsztyński (żądał kary śmierci dla oskarżonych). Wyrokiem sądu skazano na śmierć dziewięciu przedstawicieli Krakowa, a miasto obciążono grzywną. Egzekucja odbyła się 15 stycznia 1462 roku, ostatecznie zgładzono tylko sześciu mieszczan (ludzi niewinnych, niezaangażowanych w sprawę Tęczyńskiego). Natomiast z zasądzonej grzywny wypłacono jedynie 6200 zł, ze względu na kłopoty materialne miasta.
Dokładne informacje na temat wydarzeń poznano dzięki zachowanym aktom sądowym i relacji Jana Długosza.